# 尼姆罗德·阿洛尼
尼姆罗德·阿洛尼（希伯來語：‎，1973年7月12日—），以色列国防军少将，2023年10月加以冲突期间，巴勒斯坦哈马斯宣称将其俘虏，目前以色列已否认该消息并公布相关视频。